# Taguasco
Taguasco é uma cidade de Cuba pertencente à província de Sancti Spíritus.